# سمی فراست
سمی فراست (انگلیسی: Sammy Frost؛ زادهٔ) بازیکن فوتبال اهل بریتانیا است.
از باشگاه‌هایی که در آن بازی کرده‌است می‌توان به باشگاه فوتبال منچستر سیتی اشاره کرد.